# Jøder i Danmark
Jøder i Danmark er en forholdsvis sent dokumenteret foreteelse. De første jøder der vides at være kommet til Danmark, var inviteret af Christian 4. Denne så nemlig at de portugisiske jøder – de sefardiske jøder – havde en gunstig indvirkning på økonomien i de lande hvor de boede, og forbedring af den danske økonomi var noget Christian 4. havde brug for. Han lokkede jøderne til landet med skattefordele og løfter om at jøderne måtte klæde sig som de ville. Dette var absolut ikke normalt dengang: Jøder blev i andre europæiske lande tvunget til at klæde sig på forskellig vis og oftest også til at bo i ghettoer.

## 1600 og 1700-tallet
De første jøder bosatte sig i Glückstadt i Holsten da de kom i 1634. En sefardisk jøde, Diego Texiera de Matos, som var bosat i Hamborg, havde i 1657 lånt Frederik 3. en stor sum penge blandt andet på det vilkår at forholdene for de sefardiske jøder skulle lettes. Dette medførte at de førhen strenge forbud mod indvandring og bosættelse af jøder i Danmark blev ophævet til fordel for de sefardiske jøder. Dette privilegium blev stadfæstet 14. december 1670 af Christian 5., som senere udvidede det ved forordningen af 30. juli 1684. I 1750 blev dette privilegium fornyet, således at de sefardiske (eller portugisiske) jøder uhindret kunne rejse om i landet, mens derimod de såkaldte tyske jøder kun efter speciel tilladelse for hver enkelt kunne bosætte sig. Den første jødiske menighed i Danmark dateres til 1684. Til den nævnte frihed blev der i årenes løb knyttet vilkår som bevirkede at privilegiet kun sjældent blev benyttet. Således bestemtes det ved plakat af 9. september 1726 at ingen jøde måtte nedsætte sig i København uden at han ejede en sum af 1000 rigsdaler, eller også at han forpligtede sig til inden en vis bestemt tid af egne midler at opføre et hus af en bestemt størrelse eller til at indrette manufakturer for visse varer. Endvidere måtte ingen kristne tjene hos nogen jøde, en bestemmelse, som dog, "efter den jødiske Nations vemodige Bøn" blev ændret til at jøderne nok måtte holde kristne tjenestefolk, men at de af kvindekønnet skulle have en alder af mindst 50 år, af mandekønnet mindst 30 år; hvilket påbud dog nogle år efter atter blev hævet på grund af den vanskelighed der viste sig ved at tilvejebringe tjenestefolk efter disse specifikationer. Endelig var det forment jøderne at lade deres børn gå i kristne skoler, og i 1728 udkom endog en kongelig befaling der pålagde alle jøder der boede i København at møde hver torsdag i Vajsenhus-kirken "for at høre Kristendommens lære forklares"; denne forordning blev dog snart igen ophævet på grund af umuligheden af dens gennemførelse.

## Slutningen af 1700-tallet og starten af 1800-tallet
Sådanne vilkår var ikke opmuntrende. I året 1780 var der lidt under 50 jødiske familier i København, men efterhånden kom der også ashkenaziske jøder til, og der dannedes små jødiske menigheder i Altona (der dengang var dansk ligesom Glückstadt), Fredericia, Fåborg og København. Man har således identificeret mange af de traditioner som anvendes i Københavns Synagoge som værende fra Altona (fx melodien til Tora-læsningen), og i samme synagoge findes der Torah-ruller som kommer fra forskellige af disse byer. I slutningen af 1700-tallet var der omkring 250 jødiske familier i København. Handel var den eneste næringsvej de havde tilladelse til at drive, og denne var desuden meget begrænset. De måtte ikke holde "åben Bod", hvilket stred mod de kristne handlendes laugsartikler, og de måtte heller ikke gå fra hus til hus for at falbyde deres varer, ej heller låne på pant til højere rente end 4%. Ville de ernære sig på lovlig måde, var de næsten indskrænket til at handle med gamle klæder, sølv, veksle penge osv. Det var dem tilladt at oprette manufakturvirksomheder, men da dette krævede betydelige midler, var det kun få i den jødiske samfundsgruppe der havde mulighed for dette.
Størstedelen af de indvandrede familier var fattige og uuddannede, og på grund af forbuddet mod at jødiske børn gik i kristne skoler påtog samfundet sig ikke at forbedre disse familiers uddannelse.
Ved plakat af 29. september 1788 tillodes det dog jøder og håndværksmestre at "have Frihed til at indgaa Akkord med hinanden om Læredrenges Antagelse". Det var en lov formuleret af juristen Christian Colbjørnsen, og det betød reelt at jøderne kunne indtræde i håndværkernes klasse. Men dette skete kun langsomt, for de kristne laugsmestre var i lang tid ikke villige til at antage jødiske børn som læredrenge. Og da det endelig skete, medførte det hårde mobberier fra de andre læredrenge mod de antagne jødiske drenge. Desuden var det også svært at få de fleste jødiske familier, som på den tid for det meste var tilhængere af en meget ortodoks tolkning af jødedommen, til at indse fordelen ved at uddanne deres børn til håndværkere i stedet for handelsfaget.
Brødrene H. J. Cantor og L. J. Cantor oprettede, efter opmuntring fra Colbjørnsen, i 1793 et præmieselskab for den mosaiske ungdoms uddannelse til kunstnerisk virksomhed og håndværk. Det var en forening hvori både jøder og kristne sad i bestyrelsen, og det lykkedes i længden at få mange dygtige håndværkere uddannet.
Omkring år 1800 blev det også lovligt for jøder at gå i kristne skoler. Derudover oprettedes det Bing & Kalichske Institut, som var målrettet uddannelsen af børn af jødiske familier. Særlig købmanden, den senere etatsråd Mendel Levin Nathanson, var den drivende kraft i arbejdet med at forbedre uddannelsesforholdene for de jødiske familier i Danmark. Sammen med hofråd David Amsel Meyer oprettedes Drengefriskolen og senere Carolineskolen for Piger.

### Jøder i Århus
Allerede i slutningen af 1600-tallet begyndte den jødiske indvandring til Fredericia, muliggjort af de særlige privilegier som Christian V havde udstedt for byen for at tiltrække indvandring. I 1814 opnåede jøderne borgerskab, men da der allerede i 1809 var blevet givet fri ret for jøder født i Danmark til at bosætte sig uden for deres oprindelige opholdssted, valgte mange at bosætte sig (ud over i København) i andre jyske byer som f.eks. Horsens, Randers og Aalborg. Men det var usædvanlig få jøder der valgte at bosætte sig i Århus. Årsagerne kan være flere, men en holdning i byen der kun kan karakteriseres som fjendtlig over for jøder, har ikke ligefrem opmuntret til bosættelse. Hvis bystyret havde skævet til de andre jyske provinsbyer med jødisk indvandring, burde de ellers have kunnet se hvad Århus dermed mistede til byens erhvervsliv og kulturelle liv. – Men hvad kan årsagen have været til den fjendtlige holdning overfor jødisk indvandring? – Ud over antisemitisme i traditionel forstand har det nok også drejet sig om uvilje overfor konkurrence fra fremmede, uanset disses herkomst, i et laugspræget samfund. Desuden tyder noget på (se nedenstående citater), at de første jødiske indvandrere er kommet uheldigt fra start, og dermed kan have vanskeliggjort det for de næste.
Da den første jøde med kongelig tilladelse fik borgerbrev i Århus i 1687 med ret til at drive tobaksspinderi, blev en lokal tobaksspinder, Daniel Behrendt, så oprørt at han opsagde sit borgerskab:”Han vilde ikke længere bo og svare som en Borger sammen med en Jøde”.
I 1696 bad Mathias Jacob Levi Jøde om at måtte tage bopæl i Århus sammen med sine sønner. Magistraten afslog med den begrundelse at den sidste jøde der boede i Århus var gået fallit, og to andre jøder flyttet fra byen på grund af fattigdom.
I 1738 søgte Moses Heinrich fra Fredericia om kgl. tilladelse til at nedsætte sig i Århus som tobaksspinder. Da han havde gode anbefalinger, fik han tilladelsen og henvendte sig til magistraten i Århus, hvor to borgere, Chr. Basballe og Peder Laasbye anbefalede ham, mens tobaksspinder S.M. Gylling og M. Gertsen afkrævede byens handlende en erklæring:
”Aarhus By er, Gud være æret! Ikke saa tom og øde, at den enten har fornøden at peubleres af den jødiske Nation eller til dens Bebyggelse og Konservation trænger til det Slags Folk.” – ”Vi have endnu i Minde, hvorledes Simon Jøde, foruden at han var Aarsag til den første Konfusion i Købmands-Societetet, gjorde en Bankerot paa nogle Tusinde Rigsdaler, hvorved mange Kristne her i Byen lede meget over deres Kræfter”. – ”Daglig Erfaring giver tilkende, at de ere et Slags Folk, der er for at ville bedrage de Kristne”.
I 1793 skriver stiftamtmanden i Århus, Ove Høegh-Guldberg (1731-1808) i Aarhus Stiftsamts Kopibog efter en ansøgning fra Joseph Levin Wagner i København om at nedsætte sig i Århus:
”Hvad Magistraten i hoslagte allerunderd. har anført, forholder sig aldeles (saaledes). Men min Pligt befaler mig at tilføye hvad Erfaring har lært og lærer mig at hvor en Jøde her i Byerne haver Tilladelse at nedsætte sig søge bestandig fleere Jøder til under paaskud enten at besøge eller for deres Højtider, og hvor ordentlig endog den boende Jøde Borger er, er det ham umuligt at forholde, ja endog Politiet at hindre, at disse ankomne Jøder løber om med Varer og jo kiøbe af uberettigede: og dette ikke alleene i Byen men om paa Landet ………. Hvilket alt er Overtrædelse af de kgl. Anordninger ………Jeg maae derfor allerunderd. Bede, at Supplicanten ikke maae tillades at nedsætte sig i Aarhus. Men skulde deres Maj(estæt), da han er født Undersaat og synes mig ogsaa et skikkeligt Menneske, ville tillade ham at nedsætte sig her i Stiftet, saa da ingen Jøde boer i Skanderborg og han til mig mundtlig har erklæret dermed at være velfornøyet, saa kunde dette da være mindre skadeligt.
Dog jeg vil bede…… at han maatte paalægges for denne Bevilling at betale til Skanderb. Byens Udskiftning som jeg nu lykkelig denne Sommer har tilendebragt 50 Rdr. for at hielpe paa dermed Omkostningerne.”
Med den negative holdning i Århus kan man undre sig over at arvtageren til handelshuset Rée, den 21 år gamle Philip Hartvig Rée i 1810 overhovedet turde flytte sin virksomhed fra det tolerante Fredericia til Århus.

## Jødefejden
I 1813 – efter den danske statsbankerot, der medførte arbejdsløshed for mange danskere – kørte der i en periode en meget grov hetz mod jøderne i den danske presse. Den skyldes for en stor del at jøderne på grund af ovennævnte tiltag blev langt synligere og tog livligere del i samfundslivet, kombineret med den stærke nationalisme som dukkede op i denne periode. Man angreb dem for at være skyld i de økonomiske problemer, og særlig den danske digter Thomas Thaarup var en af de ledende stemmer imod jøderne. Jøderne, og forskellige danske forfattere f.eks. Jens Baggesen og Johan Werfel, svarede igen ved at udgive forsvarsskrifter og ved indlæg i aviserne. Denne episode kaldes den litterære jødefejde, men overses ofte, da den står i skyggen af den korporlige jødefejde nogle år senere.
Den 29. marts 1814 satte kong Frederik VI dog endeligt punktum for den litterære jødefejde med den såkaldte Kongelige Anordning af 1814, der også betegnes som fundamentet for Mosaisk Troessamfund. Ifølge anordningen blev alle love om jøder ugyldiggjorte, og det blev forbudt at anvende ordet "jøde", da dette betragtedes som nedsættende. Der blev givet tilladelse til afholdelse af vielser, gudstjenester m.v.
Folk var imidlertid ikke tilfredsstillet, og en nat i 1819 gik det over gevind. En ophidset folkemængde angreb jødiske hjem og forretninger både i København og i provinsbyer, og jøder måtte flygte over hals og hoved. Men ingen jøder blev dræbt, ulig samtidige jødefejder i bl.a. Frankfurt, der tog sig meget mere blodige ud. Politiet fik dog kontrol over situationen efter forholdsvis kort tid.

## Fra 1819 til 1933
I 1849 fik jøderne med Grundloven fastslået retten til fri udøvelse af deres egen religion. Sammen med den almindelige udvikling i samfundet (videnskabeligt som kulturelt) udvikledes den jødiske menighed også. Og adskillige jøder eller efterkommere af oprindelig jødiske familier gjorde sig bemærkede i det danske samfund på kulturens område; mest kendt er formentlig Meïr Aron Goldschmidt, Henrik Hertz (som forlod jødedommen), Mendel Levin Nathanson og Georg Brandes – som siden forlod jødedommen (senere også inden for videnskaben: Niels Bohr – hvis jødiske identitet dog kun bestod i hans mødrene afstamning). Gamle jødiske familier som Adler, Bendix, Bing, Goldschmidt, Henriques, Hertz, Heyman, Hirschsprung, Horwitz, Levin og Salomonsen er velkendte for deres roller i fremgangen for dansk industri og erhvervsliv i øvrigt i 1800-tallet.
En del danske jødiske familier har navne efter de byer eller regioner i Tyskland hvor de stammer fra. Det gælder fx Dessau (efter Dessau), Elsass (Elsass/Alsace), Hannover (efter Hannover) og Rothenborg (efter Rothenburg ob der Tauber). Slægten Fridericia følger samme princip, idet den kommer fra Fredericia, og slægterne Kurland/Courländer har navn efter Kurland i Baltikum.
Omkring århundredskiftet var der adskillige pogromer (jødeforfølgelser) i Østeuropa; den mest voldsomme og derfor kendte i Chişinău i 1903. Millioner af jøder flygtede til Vesteuropa og mange videre til USA. Menigheden i København voksede derfor støt, og det var ikke altid til glæde for de "gamle danske jøder", der var særdeles velintegrerede i Danmark, at de nu fik fattige trosfæller i landet, som ikke engang talte dansk. Disse jøder bosatte sig i de fattigste arbejderkvarterer i København.
Over 10.000 russiske jøder rejste gennem København og omkring 3.000 slog sig ned.
Blandt efterkommere af disse indvandrere findes kulturpersonligheder som Victor Borge, Raquel Rastenni, Sam Besekow, Herman D. Koppel, Morten Thing, Ole Grünbaum og Thomas Blachman.
Et mindre antal jøder kom til Denmark under Første Verdenskrig. Folketællingen 1916 angav tallet til 480.

### Antisemitisme i kølvandet på 1. verdenskrig
Under 1. verdenskrig var der vareknaphed, og staten regulerede priserne på bl.a. fødevarer gennem Augustlovene og Prisreguleringskommissionen. Krigskonjunkturerne muliggjorde store spekulationer i varer og værdier, hvilket afstedkom betegnelsen "gullaschbaron" om disse spekulanter. Nogle af disse offentligt kendte gullaschbaroner var jøder (både religiøse og sekulære), og de mest kendte af disse var Emil Glückstadt, Max Ballin, Alfred Hertz, Herman Heilbuth, Hugo Rothenborg og Johan Levin. En finansskandale udløst af Max Ballins spekulationer i aktiekursen på sit firma Ballin & Hertz førte først til Ballins egen fallit og selvmord 1921 og siden i 1922 til Landmandsbankens krak og Emil Glückstads død.
Disse begivenheder styrkede en spirende antisemitisme i offentligheden, og især professor L.V. Birck, der var medlem af Prisreguleringskommissionen, kom med en række meget grove antisemitiske udsagn, som især var rettet mod Ballin. Birck drog desuden paralleller til P.A. Alberti (som havde en jødisk oldefar, men ikke selv var jøde) for at "demonstrere", at jøders håndtering af pengesager altid var af kriminel karakter. Birck havde som folketingsmedlem været med til at vælte Alberti i sin tid. Birck viste sig at få ret i både Alberti- og Ballin-sagerne, men hans faglige vurdering blev mere og mere farvet af antisemitisme.
Allerede i 1917 havde bl.a. billedhuggeren Rasmus Bøgebjerg, byplanlæggeren Alfred Råvad, zoologen H.J. Hansen og forfatteren Alfred Ipsen stiftet den eksplicit antisemitiske forening Dansk Forening til Fremmedelementers Begrænsning (senere Dansker-Ligaen, som overtog udgivelsen af det konservative ugeblad Fædrelandet og prægede det, indtil bladet gik ind i 1919. Denne forening så især en fjende i det danske kulturlivs "jødiskhed", og blandt dens yndlingsofre var Georg og Edvard Brandes. Edvard Brandes blev bl.a. bebrejdet salget af Dansk Vestindien i 1917. Heller ikke Carl Theodor Zahle gik ram forbi, da han var jødisk gift. Formanden udgav pamfletten Jødisk Aand i Danmark, i 1917 kom Harald Nielsens Jøden, Filisteren og Holsteneren og i 1919 H. Brunøes Danskerne og de andre.

## 2. verdenskrig
Da Hitler kom til magten i Tyskland i 1933, fulgte endnu en indvandringsbølge af jøder til Danmark, denne gang især fra Tyskland. Jøderne var bange for Hitler og hans antisemitiske politik. I denne periode kom der desuden flere chalutzim (hebraisk: pionerer) til Danmark for at studere landbrug med henblik på sidenhen at rejse til det daværende Palæstina, senere Israel for at opdyrke landet.
Den danske regering var ikke glad for indvandringen, og den blev hurtigt stoppet, idet det blev ganske svært for jøder at få opholdstilladelse.
Da tyskerne besatte Danmark i 1940, skete der i første omgang ingen ting med jøderne; først den 29. august 1943 arresterede man 12 af de mest fremtrædende jøder i Danmark, herunder overrabbiner dr. Max Friediger og den københavske menigheds formand, C.B. Henriques. De fangne blev sat i Horserødlejren i Nordsjælland.
Efter bruddet med samarbejdspolitikken 29. august 1943 var der stor frygt blandt jøderne i Danmark, særlig fordi man havde arresteret overrabbineren og andre fremtrædende jøder. Man havde hørt rygter om de forfærdelige koncentrationslejre og gaskamrene ude i Europa, og jøderne i Norge (der var blevet besat samtidig med Danmark) var allerede blevet deporteret. Den tyske rigsbefuldmægtigede i Danmark, Werner Best, skrev den 8. september 1943 et meget omdiskuteret telegram til udenrigsministeriet i Berlin, hvor han forespurgte om hvad man skulle gøre med jøderne i Danmark. Det blev som følge heraf planlagt at jøderne skulle interneres natten mellem 1. og 2. oktober 1943. Denne dato var ganske velvalgt. Det var både fredag aften (altså shabbat) og desuden også Rosh Hashanah, det jødiske nytår. Det var altså en aften hvor jøder var beskæftigede med religiøse ritualer. En embedsmand på det tyske gesandtskab, Georg Duckwitz, lod imidlertid planen slippe ud. Da jøderne mødte til morgengudstjeneste i synagogen onsdag den 29. september, kunne den fungerende rabbiner Marcus Melchior derfor fortælle menigheden at gudstjenesten var aflyst, og de danske jøder indstillede sig på at flygte.
I de næste par dage flygtede ca. 7000 jøder til det neutrale Sverige. Dette lod sig gøre med hjælp fra både danske modstandsfolk og med hjælp fra lokale fiskere i Nordsjælland (særligt mange flygtede fra Gilleleje, hvor der i dag står en mindeskulptur efter aktionen). Redningen af jøderne er kendt som Oktober 43.
Blandt de jøder, der ikke flygtede, blev de fleste fanget og sat på et tysk skib i Københavns Havn. De danske jøder blev – skønt det naturligvis alligevel har været en forfærdelig oplevelse for dem – behandlet meget bedre end jøder i andre lande. For det første siges det at tyskerne bankede på døren når de skulle arrestere jøder – i stedet for at sparke døren ind, som de gjorde det i andre lande – og nogle soldater gik (ifølge enkelte kilder) blot videre, hvis ingen åbnede. For det andet blev de i alt 474 deporterede danske jøder ikke sendt i gaskamre, men til koncentrationslejren Theresienstadt i det nuværende Tjekkiet, dengang det tyskbesatte protektorat Böhmen-Mähren. I denne lejr var der ingen gaskamre og således ikke noget organiseret massemord. Tyskerne brugte lejren som transitstation, fra hvilken mange jøder blev sendt videre til dødslejrene i fx Polen. De danske jøder blev dog aldrig sendt videre, og af de deporterede danske jøder mistede i alt 53 livet – de fleste gamle og syge. Dødsårsagerne var her bl.a. tyfus, der huserede i lejren. Udover de 53, der døde i tysk fangenskab, omkom mere end 30 under flugten til Sverige.
Knap 100 jøder - herunder en række små børn - forblev i skjul i Danmark efter oktober 1943. De levede skjult eller under andre navne. Blandt andet er der beretninger om jøder der levede som "patienter" indlagt på danske hospitaler.
Den 13. april 1945 blev de danske jøder i Theresienstadt hentet af Røde Kors' "Folke Bernadottes hvide busser". De blev nu kørt til Sverige.

## Efterkrigstiden
Efter krigen genopstod menigheden i København. Da jøderne kom tilbage fra Sverige, fandt de mange steder deres hjem intakte – takket være venlige, danske naboer, der havde passet på dem, og en indsats fra den danske stat om at varetage deres ejendom ved at sikre lås på ejendommen og opmagasinering af ejendele. Synagogen var ligeledes intakt, hvilket undrede mange. Nazisterne havde nemlig brændt utallige synagoger over hele Europa. Præster fra Trinitatis Kirke havde ellers – af frygt for nationalsocialistiske overgreb – været inde i synagogen og hentet de dyrebare Torah-ruller, for at disse ikke skulle komme noget til.
Efter 2. verdenskrig er den jødiske menighed Danmark domineret af tre tendenser.
1. Efter Israels oprettelse i 1948 er der udvandret en del jøder fra Danmark til dette land.
2. I 1970'erne kom der en del polske jøder til Danmark (på flugt fra nye forfølgelser).
3. En del jøder er assimileret – og dermed "forsvundet" – ud i det danske samfund.

Det er især grundet den sidste tendens at det er svært at angive antallet af jøder i Danmark omkring år 2000. Den jødiske menighed har under 3000 betalende medlemmer (disse er dog alle over 18 år, så der skal føjes nogle hundreder til tallet), men det anslås at der er 5-7000 jøder i alt i Danmark (efter den halachiske definition: Jøder er personer der enten er konverteret til jødedommen eller født af en jødisk mor. Hvor mange af de sidste der selv opfatter sig som jøder, lader sig ikke opgøre.)